# کارلوس آگوییار
کارلوس آگوییار (اسپانیایی: Carlos Aguiar‎؛ زادهٔ ۱۹ دسامبر ۱۹۷۸) بازیکن فوتبال اهل اروگوئه است.

## باشگاهی
از باشگاه‌هایی که در آن بازی کرده‌است می‌توان به باشگاه فوتبال لیورپول (مونته‌ویدئو) و آکادمیکا اشاره کرد.